# Têwo
Têwo (en tibetano:ཐེ་བོ་རྫོང་།, en wylie:Têwo Zong) también conocida por su nombre chino Diebu (léase Dié-Bu, en chino simplificado, 迭部县; pinyin, Diébù xiàn) es un condado de la prefectura autónoma de Gannan en la provincia de Gansu, República Popular China, con una población censada en noviembre de 2010 de 52 166 habitantes.
Se encuentra situada en el sur de la provincia, cerca de la frontera con las provincias de Qinghai y Sichuan.